# Frédéric Henri Wolff
Frédéric Henri Wolff (* 4. Juni 1869 in Colmar; † 1. September 1914 bei Remenoville) war ein französischer Offizier. Er wurde am 1. September 1914 wegen Feigheit vor dem Feind füsiliert.

## Leben
Wolff war der Sohn eines Offiziers, der mit dem 69e régiment d’infanterie in Colmar stationiert war. Nach dem Deutsch-Französischen Krieg und der damit verbundenen Abtretung von Elsaß-Lothringen an das Deutsche Reich verließ die Familie Colmar und zog in das Mutterland. Hier besuchte Wolff unter anderem das Prytanée national militaire in La Flèche.
Im Jahre 1889 trat er in die École spéciale militaire de Saint-Cyr ein, aus der er 1891 zur Infanterie ausgemustert wurde.
Während seiner Laufbahn, die er zu großen Teilen in Indochina verbrachte, wurde er mit der Légion d’honneur, der Médaille commémorative de l’expédition du Tonkin und als Ritter des Ordre du Dragon d’Annam dekoriert.

### Erster Weltkrieg
Am 25. August 1914 versuchte er, sich als Chef de bataillon und Kommandant an der Spitze des 4. Bataillons des 36e régiment d’infanterie coloniale (36. Kolonial-Infanterieregiment) mit seinen Leuten den Deutschen zu ergeben. Dies gelang ihm jedoch nicht, und Wolff wurde von einem Kriegsgericht des Hauptquartiers der II. Armee am 1. September 1914 wegen versuchter Kapitulation und der Flucht vor dem Feind zum Tode verurteilt. Dazu wurde er degradiert und seiner Orden und Auszeichnungen für verlustig erklärt.
Er war der erste französische Soldat, der während des Ersten Weltkrieges hingerichtet wurde.
Ein Antrag auf Rehabilitation, der im Jahre 1933 gestellt wurde, wurde abgewiesen.

## Auszeichnungen

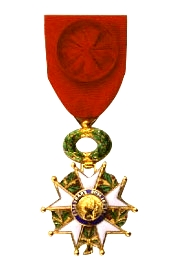
Légion d’honneur
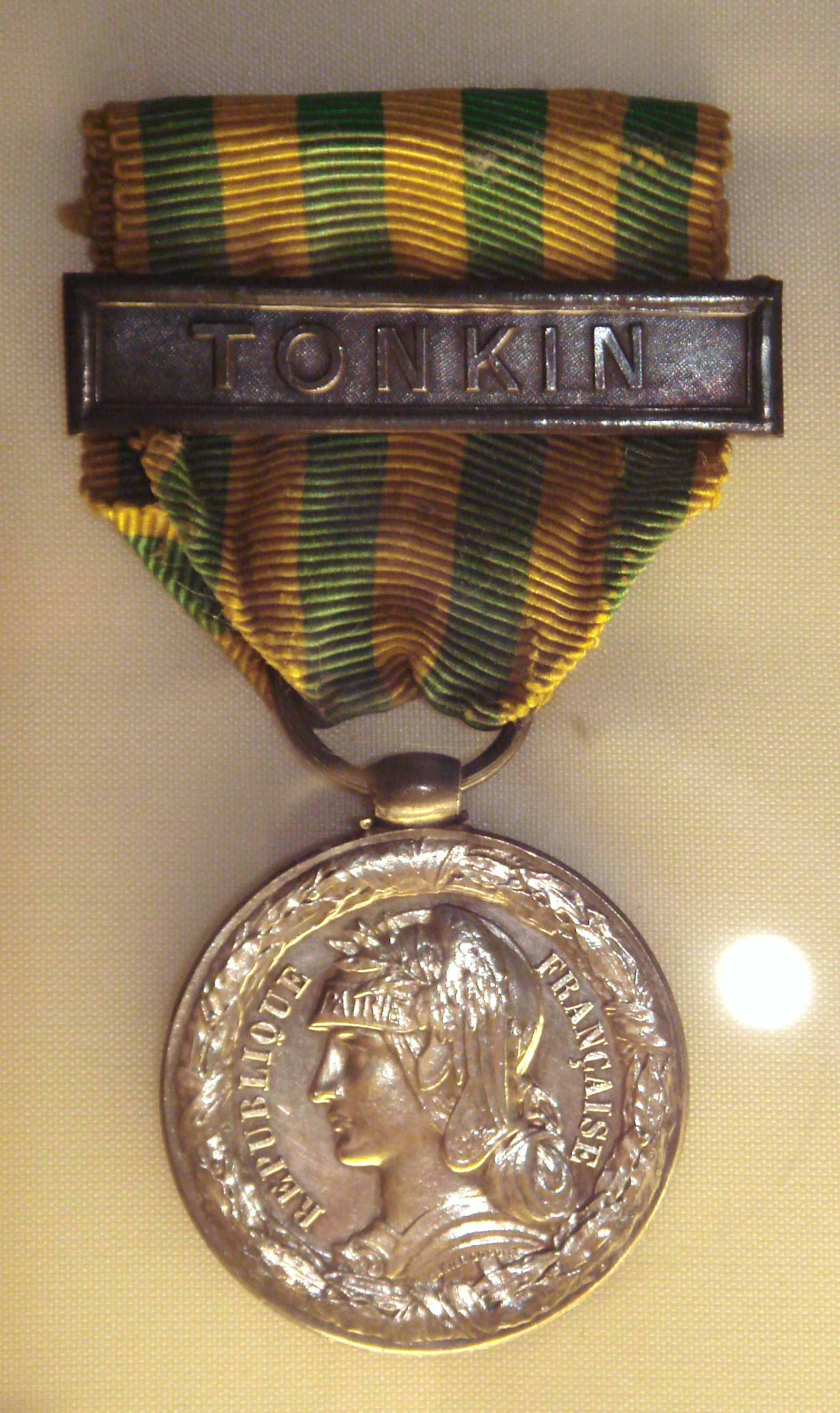
Medaille commémorative de l’expédition du Tonkin
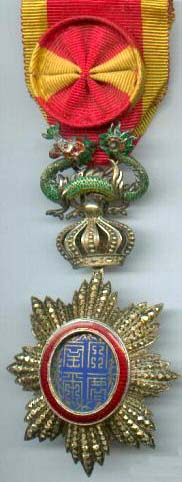
Ordre du Dragon d’Annam